# Apremont (Oise)
 Apremont  es una comuna y población de Francia, en la región de Picardía, departamento de Oise, en el distrito de Senlis y cantón de Chantilly.
Su población en el censo de 1999 era de 813 habitantes.
Está integrada en la Communauté de communes de l'Aire Cantilienne.

## Demografía
| 603 | 662 | 785 | 861 | 862 | 813 |
| Para los censos de 1962 a 1999 la población legal corresponde a la población sin duplicidades (Fuente: INSEE [Consultar]) |     |     |     |     |     |